# Лесной попечительский совет
Лесной попечительский совет (англ. Forest Stewardship council, FSC) — международная некоммерческая организация в форме ассоциации, которая состоит из представителей экологических и социальных организаций, продавцов лесоматериалов, лесничих, коренных малочисленных народов, лесных корпораций, сертификационных организаций из многих стран мира, в том числе и из России. Члены ЛПС могут состоять в экологической, экономической и социальной палатах. Для системы управления ЛПС характерны равный вес в принятии решений каждой из указанных палат, демократичность и равенство.

## Сертификат FSC
Виды сертификатов:
1. Сертификация лесоуправления (FSC FM) — сертификация предприятия, ведущего лесное хозяйство. Предприятие не получает право на использование знака FSCTM, а лишь получает сертификат и соответствующий регистрационный номер сертификата.
2. Комплексная сертификация лесоуправления и внутренней цепочки поставок (FSC FM/CoC) — сертификация предприятий, осуществляющих лесопользование с целью заготовки, переработки и продажи лесной продукции на арендуемых лесных участках. Дает право использовать знак FSC™.
3. Сертификация цепочки поставок (FSC CoC) — предусматривает оценку организаций, занимающихся переработкой, закупкой или перекупкой сертифицированной древесины или продукции на основе древесины. При успешном прохождении сертификации организация получает сертификат и право использовать знак FSCTM. Сертификация по данной схеме проводится на соответствие стандарту цепочки поставок FSC-STD-40-004 v.2-1.
4. Сертификация цепочки поставок и контролируемой древесины (FSC CoC/CW) — сертификация организаций, занимающихся переработкой, транспортировкой и продажей лесной продукции в случае, если организация планирует закупать и/или использовать в процессе производства несертифицированную древесину или продукцию на основе древесины. Дополнительно проводится проверка на соответствие стандарту для оценки предприятием FSC-контролируемой древесины FSC-STD-40-005 v.2-1. Не дает право использовать товарный знак FSC. При этом каждая последующая стадия обработки лесной продукции в рамках нового предприятия, предполагающая её переработку, переупаковку и перемаркировку, должна проходить сертификацию цепочки. Более того, продукция, полученная из лесов, на которые имеется только сертификат лесоуправления, не имеет право входить в дальнейшую цепочку поставки, то есть не имея сертификата FSC FM/CoC, продукция лесозаготовителя не может появляться на следующих стадиях переработки как сертифицированная и тем более маркироваться знаком FSCTM.[3]

## История
Лесной попечительский совет создан в 1993 году в Торонто 130 участниками, представляющими разные страны мира и различные экологические и промышленные организации.
Деятельность организации должна контролировать разработку глобальных стандартов ответственного управления лесами, стандартов цепочки для продвижения сертифицированной продукции на рынок, аккредитацию независимых сертификационных органов, разработку правил использования торговой марки FSC, формирование спроса на сертифицированную лесную продукцию на экологически чувствительных рынках.

## Статистика
По данным ООН (UNECE) FSC сертификация является наиболее быстро развивающейся системой лесной сертификации в мире. Рынок продукции с логотипом FSC оценивается в 30 млрд долларов, или 7—9 % от всего рынка лесобумажной продукции, а темпы развития этого «зелёного» сектора рынка на порядок превосходят темпы развития несертифицированного сектора.
По состоянию на 01/04/2020 в России 53,46 млн га лесов сертифицировано, выдано сертификатов на лесоуправление — 214. Сертифицировано предприятий по цепи поставок — 744. Сертифицировано предприятий по контролируемой древесине — 288. В мире выдано 1718 сертификатов на лесоуправление на 210, 87 млн га в 82 странах мира и 42 124 по цепи поставок в более чем 127 странах мира.

## Деятельность
ЛПС является международной организацией в области лесной сертификации. ЛПС (точнее, его дочерняя структура — Assurance Services International) является также международной организацией по аккредитации.
Разработанные FSC им принципы и критерии являются рамочными, а следовательно, необходимы национальные стандарты. Первый национальный стандарт был разработан в Швеции в 1997 году. Всего аккредитовано 27 национальных стандартов, в том числе и российский.
В России работа над национальным стандартом началась в 2000 году, а зарегистрирован стандарт был 11 ноября 2008 года.
Национальная рабочая группа не только разрабатывает национальные стандарты, например стандарты лесоуправления, стандарты для малых лесных хозяйств (т. н. SLIMF), национальную оценку риска при поставках контролируемой древесины, но и разрешает споры, касающиеся спорных вопросов сертификации. Начиная с 2010 года Национальная инициатива также проводит лицензирование использования торговой марки FSC для несертифицированных пользователей (торговых организаций).
Сертификация по схеме FSC осуществляется аккредитованными в системе органами. Они же по результатам тщательного аудита и выдают сертификат FSC. Сертификат выдаётся на 5 лет, ежегодно производится переаттестация.
В настоящее время в России работает 21 орган по сертификации, аккредитованных в системе FSC, из 41 в мире. Более подробную информацию об органах по сертификации можно посмотреть на сайте ASI.

### Лесной попечительский совет в Африке
FSC выдает в Африке наиболее признанный сертификат устойчивого лесопользования, учитываемый в законодательстве 22 африканских стран. Цель сертификации FSC — подтверждение экологической ответственности, социальной ориентированности и экономической устойчивости лесопользования. Процесс включает независимый аудит аккредитованными органами, ежегодные проверки выполнения планов управления лесами и согласование с национальным законодательством. Сертификация FSC, введённая в конце 1990-х годов для стимулирования устойчивого лесопользования в Центральной Африке, демонстрирует ограниченную эффективность: в бассейне реки Конго сертификаты получили лишь 10 из 300 компаний, включая Wijma (Дания) и Interholco (Лихтенштейн), охватив 5.5 млн га (10% коммерческих лесов региона). Центральноафриканская Республика и Экваториальная Гвинея остаются зонами без сертифицированных предприятий.
Несмотря на интеграцию стандартов FSC в лесные кодексы стран региона, их внедрению препятствуют коррупция, слабое госрегулирование и конкуренция с азиатскими компаниями, такими как Dejia Wood Group (Китай). Европейский импорт древесины из региона сократился с $1.4 млрд в 2011 до $600 млн в 2021 году из-за ужесточения требований FLEGT, тогда как экспорт в Азию вырос. Успешным примером стал Габон: с 2010 года страна запретила вывоз необработанной древесины, создала спецзону Nkok SEZ с сингапурской Olam International и внедрила цифровую систему TraCev для отслеживания цепочек поставок. Эти меры вывели Габон в мировые лидеры по экспорту шпона (3-е место) и пиломатериалов (10-е место), демонстрируя эффективность совмещения сертификации FSC с государственной политикой.
Африканские отделения организации расположены в Найроби (Кения), Браззавиле (Республика Конго) и Либревиле (Габон). 

## Сертифицированная продукция
В настоящее время на российском рынке имеется FSC сертифицированная продукция, относящаяся к следующим позициям:
- Офисная бумага
- Типографская бумага
- Газетная бумага
- Бумажная упаковка, пакеты
- Изделия санитарно-гигиенического назначения
- Напольные покрытия (паркет, ламинат)
- Двери, окна, лестницы
- Дома деревянные
- Материалы для строительства и отделки (фанеры, плиты, пиломатериал и пр.)
- Потребительские деревянные изделия
- Канцелярские товары

## Связанные компании и события
- ISEAL (ISEAL Code of Good Practice for Setting Social and Environmental Standards)[9]
- FSC Генеральная Ассамблея 2011 (Кота Кинабалу, Сабах, Малайзия, 25 июня — 1 июля 2011 года)[10]
- Международная акция «FSC-пятница»[11]